# 런던 시장

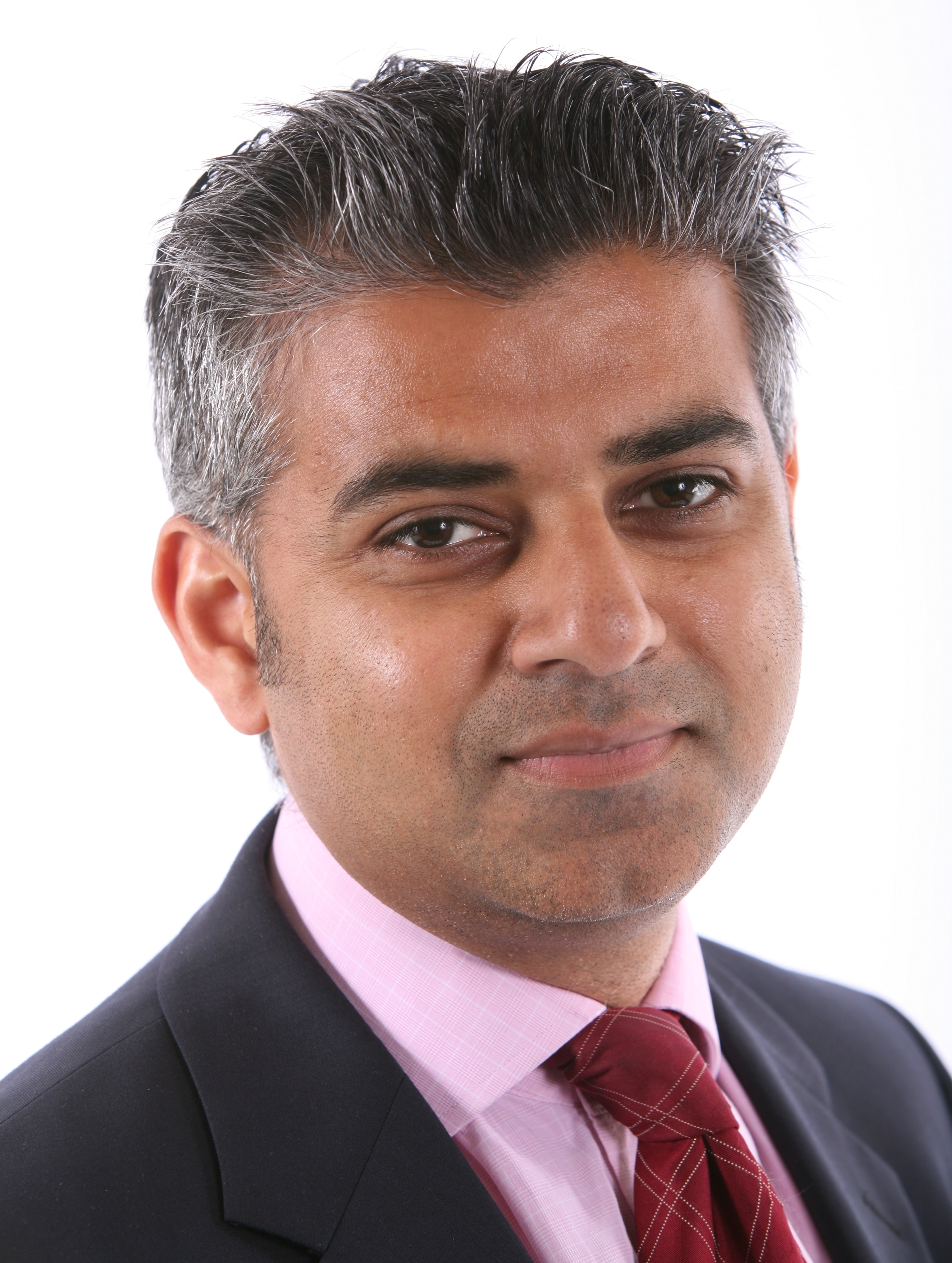
사디크 칸 현 런던 시장

런던 시장(영어: Mayor of London)은 런던 의회 의원 25인과 함께 그레이터런던의 전략적 지방정부에서 총괄 책임을 맡기 위해 선출되는 인물이다. 노동당의 사디크 칸이 2016년 5월 5일부터 런던 시장직을 맡고 있다.
런던 권력이양 주민투표가 치러진 후 2000년에 신설된 런던 시장직은 영국의 시장직 중에서 직접선거로 선출되는 최초의 시장직이기도 했다.
런던 시장은 시티오브런던 시장이라는 직이 상징적으로 따로 있는 시티오브런던을 포함한, 그레이터런던 전역을 대상으로 한 시장이다. 한편 각 런던 자치구에서도 구청장이 상징적으로 있으며, 해크니 구, 루이셤 구, 뉴엄 구, 타워햄리츠 구에서는 선거로 직접 구청장을 선출한다.
가장 최근의 시장 선거는 현지 시각으로 2016년 5월 5일 시행되었으며, 노동당 소속 후보 사디크 칸(Sadiq Khan)이 56.9%를 득표하여 보수당 소속 후보 잭 골드스미스(Zac Goldsmith)를 13.8%p차로 누르고 당선되었다.

## 배경
선거로 선출되는 그레이터런던 행정부였던 그레이터런던 지방의회는 1985년 지방정부법에 따라 1986년 폐지되었다. 지방의회가 맡던 중요 기능들은 여러 공동협의로 나뉘어 시행되게 되었다. 이후 1998년 주민투표에서 그레이터런던을 대상으로 한 새로운 행정구조를 신설하자는 데에 찬성한다는 결과가 나오게 되었다. 1999년 그레이터런던 당국법에 따라 행정 개편의 일환으로 선거로 직접 선출되는 런던 시장직이 2000년에 만들어지게 되었다.
초대 시장은 켄 리빙스톤으로, 2000년 5월 4일에 런던 시장에 취임해 8년간 재임하다가 2008년 5월 4일 보수당의 보리스 존슨이 시장직을 물려받았다.

## 역대 시장 목록
| 이름   | 이름                 | 사진   | 임기           | 임기                 | 당선   | 소속 정당 | 경력 |
| ------ | -------------------- | ------ | -------------- | -------------------- | ------ | --------- | --- |
|        | 켄 로버트 리빙스턴   |        | 2000년 5월 4일 | 2008년 5월 4일       | 2000년 | 무소속    | 체스터 베티 암연구소 기술원 그레이터런던 의회 의장 (1981~1986) 브렌트이스트 지역구 국회의원 (1987~2001)           |
|        | 켄 로버트 리빙스턴   | 2004년 | 2000년 5월 4일 | 2008년 5월 4일       | 노동당 |           | 체스터 베티 암연구소 기술원 그레이터런던 의회 의장 (1981~1986) 브렌트이스트 지역구 국회의원 (1987~2001)           |
|        | 알렉산더 보리스 존슨 |        | 2008년 5월 4일 | 2016년 5월 9일       | 2008년 | 보수당    | 언론인 (<스펙테이터> 편집장, 1999~2005) 헨리 지역구 국회의원 (2001~2008) 억스브리지뤼슬립 지역구 국회의원 (2015~) |
| 2012년 | 알렉산더 보리스 존슨 |        | 2008년 5월 4일 | 2016년 5월 9일       |        | 보수당    | 언론인 (<스펙테이터> 편집장, 1999~2005) 헨리 지역구 국회의원 (2001~2008) 억스브리지뤼슬립 지역구 국회의원 (2015~) |
|        | 사디크 아만 칸       |        | 2016년 5월 9일 | 2028년 5월 9일(예정) | 2016년 | 노동당    | 인권 변호사 (1997–2005) 투팅 지역구 국회의원 (2005~2016) 교통부 장관 (2009~2010) 예비 사법장관 (2010~2015)        |
| 2021년 | 사디크 아만 칸       |        | 2016년 5월 9일 | 2028년 5월 9일(예정) |        | 노동당    | 인권 변호사 (1997–2005) 투팅 지역구 국회의원 (2005~2016) 교통부 장관 (2009~2010) 예비 사법장관 (2010~2015)        |
| 2024년 | 사디크 아만 칸       |        | 2016년 5월 9일 | 2028년 5월 9일(예정) |        | 노동당    | 인권 변호사 (1997–2005) 투팅 지역구 국회의원 (2005~2016) 교통부 장관 (2009~2010) 예비 사법장관 (2010~2015)        |